# Неґоцин (Мазовецьке воєводство)
Неґоцин (пол. Niegocin) — село в Польщі, у гміні Ліповець-Косьцельний Млавського повіту Мазовецького воєводства.
Населення — 328 осіб (2011).
У 1975-1998 роках село належало до Цехановського воєводства.

## Демографія
Демографічна структура станом на 31 березня 2011 року:
|          | Загалом | Допрацездатний вік | Працездатний вік | Постпрацездатний вік |
| -------- | ------- | ------------------ | ---------------- | -------------------- |
| Чоловіки | 148     | 35                 | 96               | 17                   |
| Жінки    | 180     | 54                 | 82               | 44                   |
| Разом    | 328     | 89                 | 178              | 61                   |